# Dhunche
Dhunche é uma aldeia do Nepal, localizada a uma altitude de 1 764 metros.